# Filips van Hessen-Butzbach
Filips van Hessen-Butzbach (Darmstadt, 26 december 1581 - 28 april 1643) was van 1609 tot aan zijn dood landgraaf van Hessen-Butzbach. Hij behoorde tot het huis Hessen-Darmstadt.

## Levensloop
Filips was de derde zoon van landgraaf George I van Hessen-Darmstadt uit diens eerste huwelijk met Magdalena van Lippe, dochter van graaf Bernhard VIII van Lippe. Eerst huwde hij op 29 juli 1610 met Anna Margaretha (1580-1629), dochter van graaf Frederik II van Diepholz, en op 2 juni 1632 hertrouwde hij met Christina Sophia (1609-1658), dochter van graaf Enno III van Oost-Friesland. Beide huwelijken bleven kinderloos.
Na de dood van haar vader in 1596 werd zijn oudere broer Lodewijk V landgraaf van Hessen-Darmstadt. In 1609 droeg hij een deel van zijn landerijen over aan Filips: het landgraafschap Hessen-Butzbach, dat aanvankelijk enkel bestond uit de stad Butzbach en enkele omliggende dorpen. Nadat graaf Johan Albrecht van Solms-Braunfels tijdens de Dertigjarige Oorlog bij keizer Ferdinand II in ongenade viel, werden diens bezittingen aan Filips toegewezen. In 1639 kwam hij ook in het bezit van de heerlijkheid Itter met het slot van Vöhl.
Onder zijn bewind kende Butzbach een culturele bloei. Landgraaf Filips was een bereisd en geleerd man. Hij sprak acht talen, was wiskundige en verzamelde een waardevolle bibliotheek. Ook schafte hij zich astronomische instrumenten aan en stichtte hij in zijn slot in Butzbach een sterrenwacht om aan astronomische studies te kunnen doen. Bovendien correspondeerde hij met de astronomen Galileo Galilei en Johannes Kepler en had hij vermoedelijk ook contacten met Wilhelm Schickard, de uitvinder van de rekenmachine. 
Filips bekommerde zich eveneens om de uitbouw van zijn residentie en liet hij om zijn slot een lust- en boomtuin aanleggen, die inmiddels niet meer bestaan. De grootste attractie van deze tuinen was een plantenfontein. Ook liet hij tussen 1626 en 1628 op de Schlossberg nabij Münster het Slot Philippseck bouwen, een soort van vesting die in tijden van oorlog en pestepidemieën als toevluchtsoord diende.
In april 1643 stierf Filips tijdens een zweetkuur, die hem een jaar eerder was aangeraden door zijn lijfarts Johann Schröder. Door een onoplettendheid ontstond er een enorme steekvlam en liep de al zieke landgraaf zware brandwonden op, waaraan hij enkele dagen later overleed.
Na de dood van Filips ging het landgraafschap Hessen-Butzbach terug naar de landgraaf van Hessen-Darmstadt, zijn neef George II. Zijn weduwe Christina Sophia van Oost-Friesland bleef nog tot aan haar dood in 1658 in het Slot van Butzbach wonen, waarna het niet meer werd gebruikt, tot het in 1818 werd omgebouwd tot een militaire kazerne. 